# Guitar Hero: Van Halen
Guitar Hero: Van Halen és un videojoc musical llançat durant el mes de desembre de 2009 a Amèrica del Nord i al febrer de 2010 a Europa per les plataformes PlayStation 2, PlayStation 3, Xbox 360 i Wii. Desenvolupat per Neversoft, Underground Development i Budcat Creations, i distribuït per Activision, pertany a la saga Guitar Hero, concretament es tracta d'una expansió del cinquè títol, el Guitar Hero 5 i de la tercera expansió de la saga dedicada a una sola banda, Van Halen.

## Desenvolupament
El videojoc fou anunciat per la distribuïdora Activision el 7 maig de 2009 juntament amb la resta de títols de la saga previstes per a l'any 2009. Al setembre de 2009, les persones que van comprar o reservar el Guitar Hero 5 en establiments estatunidencs, foren recompensats amb un codi per rebre una còpia gratuïta del Guitar Hero: Van Halen anterior al seu llançament. Aquestes còpies van començar a arribar a principis d'octubre per les consoles PlayStation 2, Xbox 360, i Wii, mentre que per la PlayStation 3 es van demorar a causa d'un error d'impressió.

## Jugabilitat
La forma de jugar del Guitar Hero: Van Halen és molt similar a la del seu predecessor en la línia de videojocs centrats a una banda, Guitar Hero: Metallica. Això significa que suporta un màxim de quatre jugadors en una banda estàndard: una guitarra principal, un baix, una bateria i un cantant. Paradoxalment, no incorpora totes les novetats afegides en el Guitar Hero 5, darrer títol principal que es va llançar entre el Metallica i el Van Halen.
Per a l'ocasió es van crear els personatges dels músics que formen la banda per poder ser utilitzats en el joc i com a avatars, però només els membres actuals: Eddie Van Halen, David Lee Roth, Alex Van Halen i Wolfgang Van Halen. Els músics Sammy Hagar, Michael Anthony, Gary Cherone i Mark Stone no van ser inclosos tot i formar part de la banda durant la seva trajectòria. La banda està representada amb la seva aparença actual, però a mesura que es van desbloquejant reptes en el joc, es poden utilitzar aparences antigues dels membres com el cabell o els pantalons. En el cas especial de Wolfgang Van Halen, que va entrar al grup darrerament i que en moltes cançons, ni tan sols havia nascut, el material que es desbloqueja pertany a l'antic Michael Anthony.

## Banda sonora
Com els anteriors videojocs de la saga que estan centrats en una banda, el Guitar Hero: Van Halen inclou 25 cançons pròpies del grup, entre les quals hi ha tres solos de Eddie Van Halen, i 19 cançons addicionals. Les cançons de Van Halen pertanyen a l'època en què David Lee Roth formava part de la banda i no n'inclou cap del període de Sammy Hagar. La majoria de cançons d'artistes invitats foren escollides per Wolfgang Van Halen.
El repertori complet del Guitar Hero: Van Halen està format per un total de 44 cançons, 25 de Van Halen i 19 d'altres grups. Entre les cançons del grup hi ha inclosos tres solos d'Eddie Van Halen. Totes les cançons de Van Halen pertanyen a l'època en què David Lee Roth formava part de la banda i no n'inclou cap del període de Sammy Hagar. La majoria de cançons d'artistes invitats foren escollides per Wolfgang Van Halen.
| Any  | Títol                          | Artista                 | Escenari            |
| ---- | ------------------------------ | ----------------------- | ------------------- |
| 1978 | "Ain't Talkin' 'Bout Love"     | Van Halen               | 3. West Hollywood   |
| 1980 | "And the Cradle Will Rock..."  | Van Halen               | 3. West Hollywood   |
| 1978 | "Atomic Punk"                  | Van Halen               | 5. New York City    |
| 1979 | "Beautiful Girls"              | Van Halen               | 9. The Netherlands  |
| 2005 | "Best of You"                  | Foo Fighters            | 2. Los Angeles      |
| 1982 | "Cathedral"                    | Van Halen               | 10. The Early Years |
| 2007 | "Come to Life"                 | Alter Bridge            | 6. Berlin           |
| 1979 | "Dance the Night Away"         | Van Halen               | 5. New York City    |
| 2002 | "Dope Nose"                    | Weezer                  | 6. Berlin           |
| 1978 | "Double Vision"                | Foreigner               | 6. Berlin           |
| 2004 | "The End of Heartache"         | Killswitch Engage       | 4. Rome             |
| 1978 | "Eruption"                     | Van Halen               | 7. Dallas           |
| 1980 | "Everybody Wants Some!!"       | Van Halen               | 3. West Hollywood   |
| 1978 | "Feel Your Love Tonight"       | Van Halen               | 7. Dallas           |
| 2001 | "First Date"                   | Blink-182               | 2. Los Angeles      |
| 1982 | "Hang ‘Em High"                | Van Halen               | 9. The Netherlands  |
| 1981 | "Hear About It Later"          | Van Halen               | 5. New York City    |
| 1984 | "Hot for Teacher"              | Van Halen               | 10. The Early Years |
| 1978 | "Ice Cream Man"                | Van Halen               | 7. Dallas           |
| 1978 | "I'm the One"                  | Van Halen               | 10. The Early Years |
| 1989 | "I Want It All"                | Queen                   | 6. Berlin           |
| 1982 | "Intruder/(Oh) Pretty Woman"   | Van Halen               | 3. West Hollywood   |
| 1978 | "Jamie's Cryin'"               | Van Halen               | 3. West Hollywood   |
| 1984 | "Jump"                         | Van Halen               | 5. New York City    |
| 1982 | "Little Guitars"               | Van Halen               | 7. Dallas           |
| 1980 | "Loss of Control"              | Van Halen               | 9. The Netherlands  |
| 2006 | "Master Exploder"              | Tenacious D             | 6. Berlin           |
| 1981 | "Mean Street"                  | Van Halen               | 10. The Early Years |
| 2004 | "Pain"                         | Jimmy Eat World         | 4. Rome             |
| 1990 | "Painkiller"                   | Judas Priest            | 8. London           |
| 1984 | "Panama"                       | Van Halen               | 1. Van Halen Intro  |
| 1998 | "Pretty Fly (for a White Guy)" | The Offspring           | 2. Los Angeles      |
| 1995 | "Rock and Roll Is Dead"        | Lenny Kravitz           | 4. Rome             |
| 1980 | "Romeo Delight"                | Van Halen               | 9. The Netherlands  |
| 1978 | "Runnin' with the Devil"       | Van Halen               | 1. Van Halen Intro  |
| 1978 | "Safe European Home"           | The Clash               | 2. Los Angeles      |
| 1997 | "Semi-Charmed Life"            | Third Eye Blind         | 2. Los Angeles      |
| 2007 | "Sick, Sick, Sick"             | Queens of the Stone Age | 8. London           |
| 1981 | "So This Is Love?"             | Van Halen               | 10. The Early Years |
| 1979 | "Somebody Get Me a Doctor"     | Van Halen               | 9. The Netherlands  |
| 1972 | "Space Truckin'"               | Deep Purple             | 8. London           |
| 1979 | "Spanish Fly"                  | Van Halen               | 10. The Early Years |
| 2003 | "Stacy's Mom"                  | Fountains of Wayne      | 2. Los Angeles      |
| 2007 | "The Takedown"                 | Yellowcard              | 8. London           |
| 1981 | "Unchained"                    | Van Halen               | 5. New York City    |
| 1982 | "White Wedding (Part 1)"       | Billy Idol              | 2. Los Angeles      |
| 1978 | "You Really Got Me"            | Van Halen               | 7. Dallas           |

## Recepció
Diversos mitjans van rebre una versió promocional del videojoc acompanyant el llançament del Guitar Hero 5. Les crítiques inicials van ser força negatives i no superaven l'aprovat. Els principals motius van ser la manca de rellevància del grup Van Halen en la dècada del 2000, la inclusió dels avatars amb aparences antigues, la decebedora banda sonora sense cançons de les èpoques de Sammy Hagar o Gary Cherone, i la falta de novetats respecte al Guitar Hero 5. Les poques coses positives que es van destacar foren la qualitat de les gravacions i les anotacions sobre cada cançó de la banda sonora.
Amb el videojoc publicat, les crítiques van ser igualment negatives. Alguns mitjans van considerar que era un trist homenatge a una banda històrica, a més que les cançons addicionals que no són del grup, desentonaven amb l'estil musical de la banda sonora.
En la primera setmana al mercat, Guitar Hero: Van Halen va vendre només 75.000 unitats als Estats Units. A l'abril de 2010, s'havien venut menys de 250.000 unitats arreu del món.